# A karmester
A karmester (Il maestro di capella) Domenico Cimarosa 1793-ban, Berlinben bemutatott kis vígoperája.

## Az opera keletkezése
A mű keletkezésének körülményei nem ismertek, miként a librettó írója is ismeretlen, egyes források magát Cimarosát jelölik meg szövegíróként. Az sem teljesen biztos, hogy a Berlinben, 1793. július 2-án tartott előadás ősbemutató volt, könnyen lehet hogy ez már 1786 és 1792 között megtörtént. A kisoperának több változata is fennmaradt, a magyar hangfelvétel a Maffeo Zanon hangszerelését tartalmazó kiadvány alapján készült.

## Szereplők
A karmester (basszus) és a zenekar.
- Zenekar: kamaraegyüttes.
- Játékidő: 20 perc.

## Cselekmény
A karmester, Cimarosa kisoperája (intermezzo giocoso) egy remek zenei tréfa, aminek voltaképpen nincs is igazi cselekménye. A főszereplő az állandóan mérgelődő-morgolódó karmester, aki a zenei fensőbbsége tudatában próbálja a zenekar tagjaiból a legjobbat kihozni. Egyszer a hegedűket, máskor az oboákat, azután a fuvolát és sorban a többi hangszert veszi elő, szép és pontos játékot követelve tőlük.  Hosszú áriába kezd („emelkedett stílusban, mit tudatosan használt a finom ízlésű Scarlatti lovag a Laterinóhoz”), ennek során „tartja karban” a zenészeket, hogy a végére összeálljon az előadás, s ezután megelégedetten küldheti ebédelni őket. (Azt, hogy a darabban hivatkozott Scarlatti-mű melyik Scarlatti melyik darabja lehet, nem lehet tudni.)

## CD-ajánló
Karmester – Gregor József. Közreműködik: Corelli Kamarazenekar, vezényel: Pál Tamás. A felvétel helye és ideje: Budapest, Olasz Intézet, 1984. Kiadás: 1985, Hungaroton HCD 12573, 1 CD. Megjegyzés: A CD-n A karmester mellett szerepel Telemann Iskolamestere is.